# Mar Mezcua
Mar Mezcua Pallerola (Balaguer, Lleida, 1984) és una astrofísica catalana coneguda per les seves investigacions sobre els forats negres, i especialment els forats negres de massa intermèdia, de masses intermèdies entre els forats negres estel·lars creats a les supernoves, i els forats negres supermassius al centre de les galàxies. És científica de plantilla de l'Institut de Ciències de l'Espai, a Barcelona.

## Educació i carrera
Mezcua es va llicenciar en física, en l'especialitat d'astrofísica, a través d'estudis a tres universitats: la Universitat Autònoma de Barcelona del 2002 al 2005, la Universitat de La Laguna del 2005 al 2007 i (com a becària Erasmus) la Universitat de Göttingen des del 2007 fins al 2008. Després d'això, va obtenir un doctorat el 2011 a través de l'Institut Max Planck de Radioastronomia de Bonn i la Universitat de Colònia.
Després de períodes postdoctorals a l'Institut d'Astrofísica de Canarias, al Centre d'Astrofísica Harvard–Smithsonian de Boston, a la Universitat de Mont-real i a l'Institut de Ciències Espacials, va obtenir una plaça com a científica de personal a l'Institut de Ciències de l'Espai el 2021, primer amb distintes beques, i a partir de 2022 ja com a científica titular.